# Волощук, Владимир Михайлович
Владимир Михайлович Волощук (род. 2 апреля 1938, Давыдковцы) — советский и украинский геофизик, метеоролог, доктор физико-математических наук, профессор Киевского национального университета имени Тараса Шевченко.

## Биография
Родился 2 апреля 1938 года в селе Давыдковцы (в то время — территория Польши, ныне — Чортковский район Тернопольской области на Украине). Окончил в 1962 году Львовский государственный университет имени Ивана Франко.
В 1962—1965 годах работал на должностях инженера, старшего инженера Криворожского института «НИИМеталлургвентиляция». В 1965—1968 годах работал младшим научным сотрудником Института прикладной геофизики (Обнинск, РСФСР). Кандидатская диссертация «Некоторые вопросы гидродинамики аэрозольной жидкости» защищена в 1966 году, докторская «Некоторые вопросы динамики аэрозолей» — в 1974 году. В 1986 году получил ученое звание профессора по специальности «Геофизика».
В 1968—1974 годах — учёный секретарь, заведующий лабораторией, заведующий отделом Института экспериментальной метеорологии (Обнинск), в 1974—1989 годах — заместитель директора по научной работе. В 1989—1991 годах — заведующий киевской научной лабораторией обнинского НПО «Тайфун». В 1991—1996 годах — директор Украинского научно-исследовательского гидрометеорологического института.
В 1991—2002 годах — заведующий кафедрой метеорологии и климатологии Киевского университета. Также преподавал в Московском университете, Киево-Могилянской академии и Одесском экологическом университете. С 2003 года — главный научный сотрудник Украинского научно-исследовательского гидрометеорологического института.
Награждён Почётными грамотами Министерства экологии и природных ресурсов Украины и Украинского научно-исследовательского гидрометеорологического института в 2003 году.
Сфера научных исследований: параметризация турбулентной диффузии и физико-химических превращений антропогенных газоаэрозольных примесей в предельном слое атмосферы, перенос ветром атмосферных аэрозолей, построение полуэмпирической теории возрастной трансформации глобальных и региональных климатических полей, общие вопросы экологии, анализ влияния антропогенных загрязнений на общее содержание озона в атмосфере и его вариации, реакция климатических условий Украины на глобальное потепление, которое может быть вызвано антропогенным усилением глобального атмосферного парникового эффекта.
Проживает в Киеве. Женат, отец двоих дочерей и сына, имеет четырёх внуков и троих правнуков.

## Труды
- Введение в гидродинамику грубодисперсных аэрозолей. — Ленинград, 1971;
- Процессы коагуляции в дисперсных системах. — Ленинград, 1975 (соавтор);
- Кинетическая теория коагуляции. — Ленинград, 1984;
- Глобальне потепління та його наслідки на території України // Укр. геогр. журн. — 2000. — № 3 (соавтор);
- Ефект різкого зростання повторюваності катастрофічних процесів та явищ природи на території України при глобальному потеплінні або похолоданні клімату // Доп. НАНУ. — 2001. — № 5 (соавтор).
- Глобальне потепління і клімат України: регіональні екологічні та соціально-економічні аспекти. — Киев, 2002.